# Sternwarte Mykolajiw

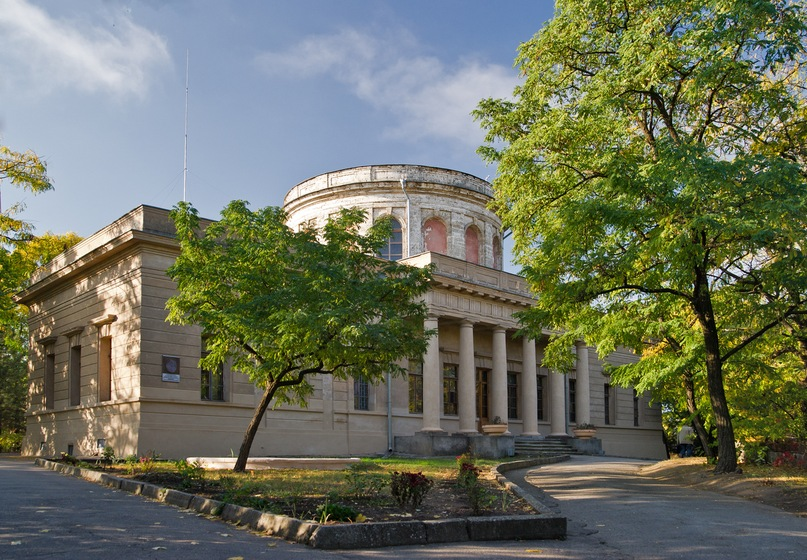
Sternwarte Mykolajiw 2012

Die Sternwarte Mykolajiw ist ein Observatorium im ukrainischen Mykolajiw und eines der ältesten Observatorien in Osteuropa. Gegründet wurde es 1821 als Observatorium der Kaiserlich Russischen Marine.

## Gründungsgeschichte

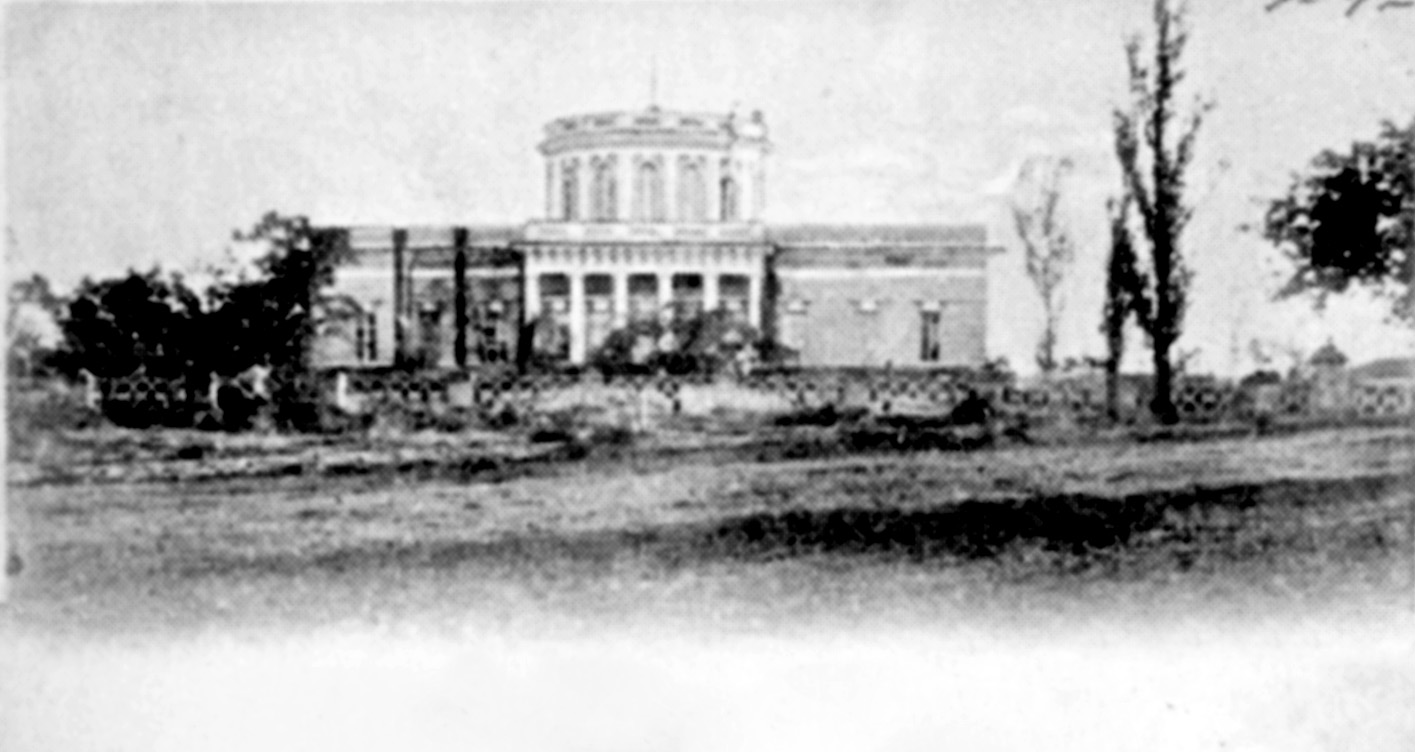
Die Sternwarte Ende des 19. Jahrhunderts

1816 wurde Alexei Samuilowitsch Greig Admiral, Kommandant der Schwarzmeerflotte und Gouverneur von Nikolajew und Sewastopol. Er hatte eine Leidenschaft für Astronomie. Als er nach Nikolajew kam, baute er zu Hause sein privates Observatorium. Ihm war bewusst, dass die Flotte ihre Aufgaben nicht ohne astronomische Unterstützung wahrnehmen konnte. Mit Hilfe der Astronomie konnte man die exakte Zeit und damit die exakte geografische Lage bestimmen. Dies war für die Kartografierung, aber auch für die Positionsbestimmung der Schiffe wichtig. Deshalb beschloss Greig eine Sternwarte zu bauen. Dadurch konnten sich Marineoffiziere in nautischen Wissenschaften weiterbilden, in Orientierung auf See, Hydrografie und Topologie. Durch die Unterstützung des Marineministers Marquis de Traversay erteilte der russische Zar Alexander I. die Genehmigung zum Bau der Sternwarte.
Die Grundsteinlegung erfolgte im Mai 1821 durch Bernhard van der Vlies. 1912 wurde die Sternwarte Teil des Pulkowo-Observatoriums. 1935 wurde sie Teil des Netzwerks wissenschaftlicher Institute der Akademie der Wissenschaften der UdSSR. 1992 wurde sie ein unabhängiges Forschungsinstitut der Ukraine. Heute ist sie dem Staatskomitee für Wissenschaft, Innovation und Information unterstellt. Die Sternwarte wurde als Weltkulturerbe von der Ukraine vorgeschlagen.

## Astronomen
Von 1821 bis 1871 war Karl Friedrich Knorre der erste Astronom der Sternwarte. Um die Sternwarte mit modernsten Instrumenten auszustatten, reiste er von 1825 bis 1827 zu den angesehensten Sternwarten und Uhrmachern in Europa. Er besuchte bedeutende Astronomen wie unter anderem Friedrich Georg Wilhelm Struve, Friedrich Wilhelm Bessel, Johann Franz Encke, Heinrich Christian Schumacher  und François Arago, mit denen er teilweise lebenslang korrespondierte. Eine der wichtigsten Leistungen wurden im fünften Blatt der Sternkarte von der Berliner Akademie der Wissenschaften veröffentlicht. Durch die sehr präzisen Beobachtungen, die Karl Knorre in dieser Karte erfasste, konnten kleine Planeten entdeckt werden, etwa (5) Astraea. Eine weitere Leistung Knorres war eine Optimierung des Sextanten. Außerdem stellte er eine wissenschaftliche Bibliothek mit über 8 500 Titeln zusammen.
Zwischen 1872 und 1903 leitete Iwan J. Kortazzi die Sternwarte. Kortazzi bestimmte die Lage von über 6 000 äquatorial liegenden Sternen. Er erfasste die Rotationszeit des Jupiters und untersuchte die Bewegung des roten Flecks.

## Gründungsausstattung
- ein drei Fuß großer Meridiankreis von Hans Ertel,
- ein fünf Fuß großer Refraktor mit einem vier Zoll großen Objektiv von Utzschneider und Fraunhofer

Zu den Besonderheiten gehörte auch ein absolut genauer künstlicher Horizont, der aus einem mit Quecksilber gefüllten verschiebbaren Becken bestand. Die Beobachtungen konnten sowohl direkt, als auch indirekt über den künstlichen Horizont erfolgen, um Beobachtungsfehler zu verringern.
1878 (bestellt 1873) Johann Adolf Repsold Refraktor focus 13 Fuß 23 cm (4,2 m)

## Museum
Am Ende der 2000er Jahre wurde die Idee zur Schaffung eines Museums an der Sternwarte Mykolajiw umgesetzt. Seine Ausstellung umfasst eine einzigartige Sammlung von astronomischen Instrumenten, die in der 200-jährigen Geschichte der Sternwarte gesammelt wurden. Die Ausstellung des Museums befindet sich im Runden Saal des Hauptgebäudes und in zwei astronomischen Pavillons. Der runde Saal zeigt eine Sammlung astronomischer Uhren, die eine Reihe einzigartiger, hochpräziser mechanischer Uhren enthält, die im 18. bis 20. Jahrhundert von berühmten englischen, niederländischen, deutschen und inländischen Meistern hergestellt wurden.
Außerdem gibt es hier eine Sammlung der technischen Mittel für die Betrachtung von Sternen vom 13. Jahrhundert bis zu moderne zu sehen. Die Besucher des Museums können den Repsold-Meridiankreis (der zur Messung der Koordinaten der Himmelskörper und zur Bestimmung von Zeitkorrekturen dient), den Repsold-Vertikalkreis (der die Flugabstände der Himmelskörper bestimmt, die für die Berechnung ihrer Deklinationen wichtig sind) sehen. Außerdem gibt es ein großes Zenitteleskop, ein Sterninterferometer, zwei Sonnenteleskope, ein Koronograf, ein großes Radioteleskop.

## Teilnahme am UNESCO-Projekt „Astronomy & World Heritage“
Im Jahr 2005 kündigte das Welterbekomitee der UNESCO den Start eines neuen Projekts „Astronomy & World Heritage“ an, das darauf abzielt, Objekte zu identifizieren und zu erhalten, die mit der Astronomie verbunden sind und von historischem und kulturellem Wert sind. Das Sternwarte Mykolajiw aktiv an diesem Projekt beteiligt. Es wurde im März 2007 unter der Nummer 5116 in Tentativliste der UNESCO-Welterbe aufgenommen.

## Der historisch-architektonische Komplex der Sternwarte Mykolajiw

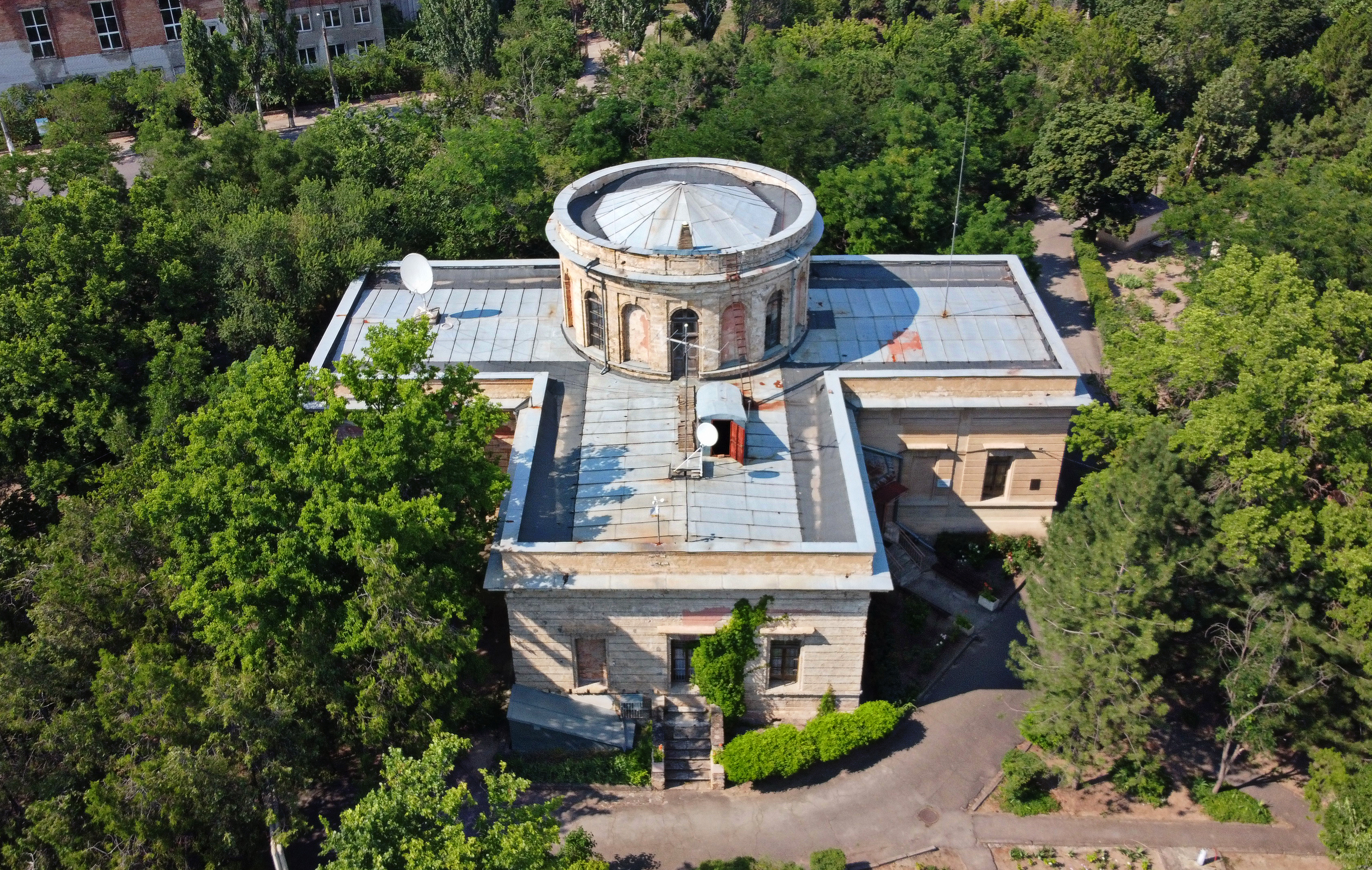
Das T-förmige Gebäude der Sternwarte

Die Sternwarte Mykolajiw ist ein architektonischer Komplex mit einem Naturschutzgebiet von etwa 7 Hektar. Die Hauptattraktion des Komplexes ist das Hauptgebäude, das in der Zeit von 1821 bis 1829 nach dem Entwurf des Hauptarchitekten der Admiralität der Schwarzmeerflotte Theodor Wunsch (1770 - 1836) gebaut wurde. Das T-förmige Gebäude der Sternwarte mit Abmessungen von 23,87 × 32,57 m befindet sich auf dem Gipfel des Spasski-Hügels, dem höchsten Ort von Mykolajiw (54 m über dem Meeresspiegel).
Im Süden, 10 m vom Hauptgebäude entfernt, befindet sich ein Steinflügel, der 1875 erbaut wurde, und im Westen des Hauptgebäudes befinden sich zwei weitere Steinflügel aus dem Jahr 1821–1822 (im 20. Jahrhundert wieder aufgebaut). Darüber hinaus findet man auf dem Gelände alte und moderne Pavillons für astronomische Instrumente.

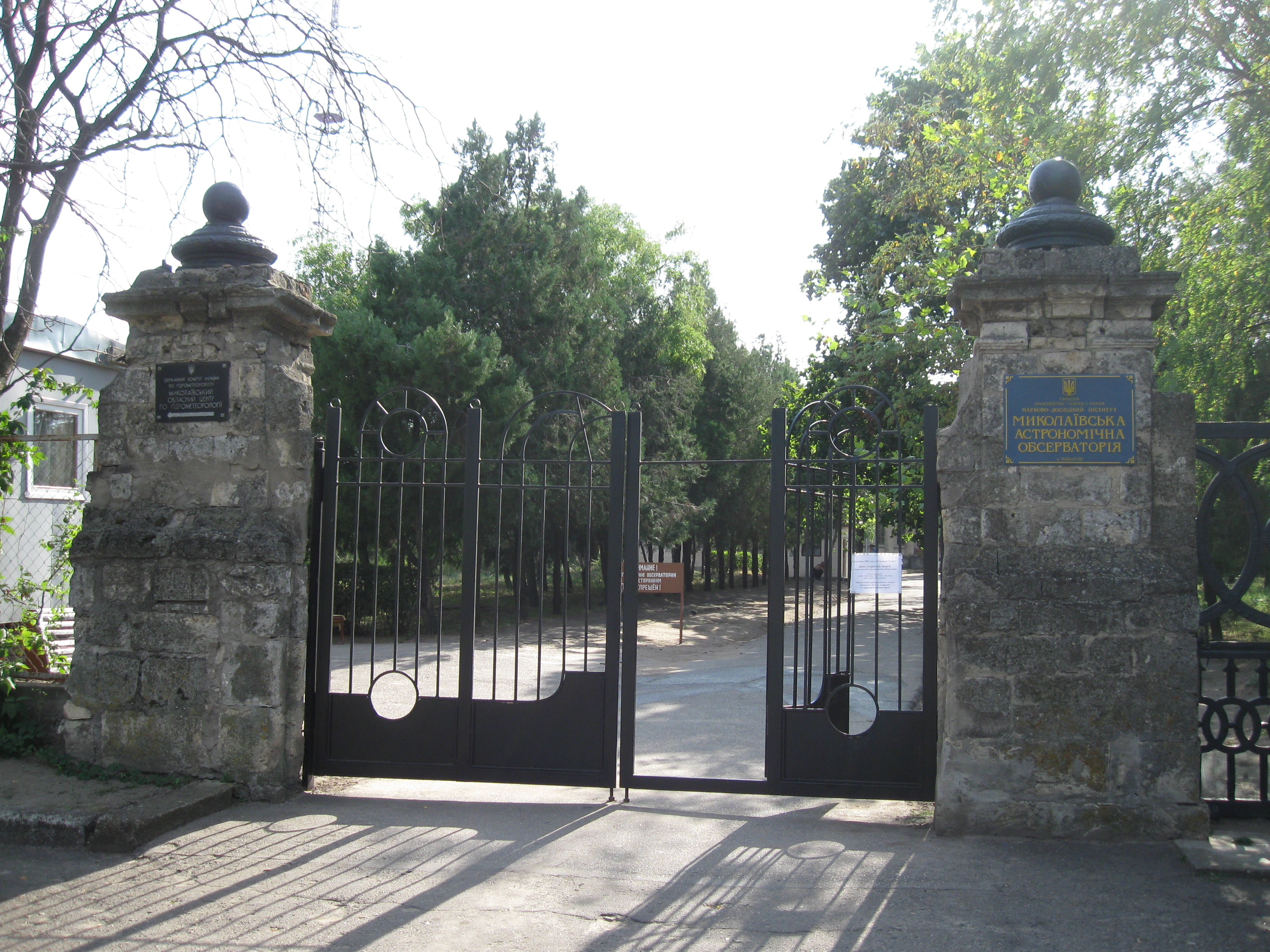
Eingang zum Territorium der Sternwarte Mykolajiw

Ein Zaun mit Steinsäulen und gusseisernen Einsätzen auf der Nordseite (der Hauptseite), dessen Bau sich auf die Anfangszeit des Observatoriums bezieht, unterstreicht harmonisch die Originalität des architektonischen Komplexes. Das Parkgelände der Sternwarte ist ein einzigartiges Ökosystem der Flora und Fauna der Steppenzone des nördlichen Schwarzen Meeres. Hier bilden Thujen, Kiefern, Akazien, Ulmen, die Ahornbäume, Platanen, Maulbeer- und Aprikosenbäume in der Kombination mit der wilden Steppe die bemerkenswerte Ecke der Natur.

## Sieh auch
- Heimatmuseum Mykolajiw
- Schiffbau- und Flottenmuseum Mykolajiw
- Wassili-Wereschtschagin-Kunstmuseum der Stadt Mykolajiw
- Mykolajiw
- Oblast Mykolajiw

Koordinaten: 46° 58′ 17″ N, 31° 58′ 22″ O